# Akbulak (Cazaquistão)
Akbulak (em cazaque:  Ақбұлақ, Aqbulaq) ou Akbulak Micro Distrito é um subúrbio ocidental de Almati, na região de Almati, no sudeste do Cazaquistão. Akbulak fica na rodovia M33 e tem uma notável igreja ortodoxa russa.

## História
Akbulak faz parte de uma área residencial do sudoeste de Almati que são conhecidos como "Microdistritos". Eles constituem áreas formais da cidade e se desenvolveram entre os anos 1960 e 1980 durante a era soviética como áreas residenciais, como a cidade se tornou a maior do Cazaquistão, sendo a capital do país na época antes de ser transferida para Astana.

## Economia
Segundo o governo do distrito de Auezov, o comprimento da rua no microdistrito de Akbulak totaliza 32 quilômetros. Nos últimos anos, houve uma melhora considerável na infraestrutura em Akbulak; Três quilômetros da Rua Sharipov foram asfaltados em 2007 e foram 11 ruas asfaltadas em 2008. O comprimento dos sistemas de abastecimento de água é de 11,7 quilômetros, com cerca de 2,7 quilômetros de tubos atualizados em 2007. Akbulak também é fornecido com recursos de gás natural.